# 旗山區
旗山區，舊稱「蕃薯寮」，後稱「旗山」，得名自境內的最高峰旗尾山，前身「旗山鎮」，位於中華民國高雄市地理中心。北鄰杉林區，西北鄰内門區，西及西南鄰田寮區、燕巢區，東鄰美濃區，東南接臺灣省屏東縣里港鄉，南接大樹區。地形西側屬嶺口丘陵；東北側為楠梓仙溪河階；西南側則為屏東平原北端。

## 歷史

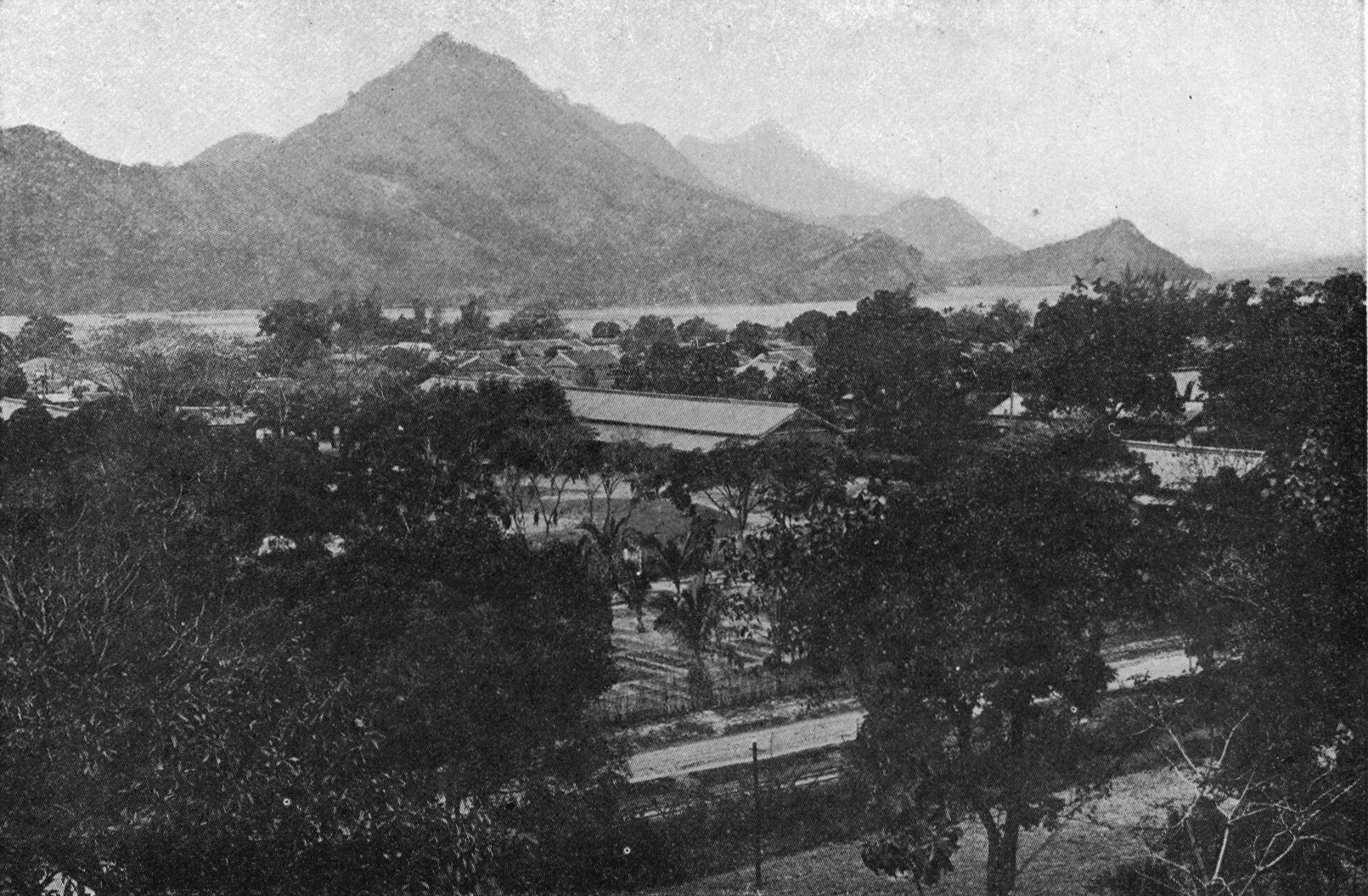
日治時期的旗山舊貌

旗山區古名施里、太平、蕃薯藔。根據史籍記載，有關旗山的開發，最早記載是在清康熙年間。《臺灣府志》記載：「羅漢內門（今內門區）、外門田（今旗山區）、北大傑巔社」。
清領時代光緒十四年（1888年），行政上改稱太平街。旗山早期的居民，最早可追溯到荷蘭時期，平埔原住民由臺灣西岸向內地遷移，沿楠梓仙溪開墾。明鄭時期，旗山鎮原為平埔原住民馬卡道族在溪州地區太山建置「大傑顛社」（即今溪洲國小後的山腰處），做為宗教中心。清康熙年間，大傑顛社有十二里；其中「施里莊」就是現在的旗山，隸屬鳳山縣，當時的居民仍以平埔族群為多。清康熙末年，有部分漳州移民自鳳山地方越過南界的嶺口而進入此地，並與當地之平埔原住民簽約購地，搭建草寮而著手進行開拓工作，在田園未成熟之時則僅栽種蕃薯維生，故此地俗稱為蕃薯藔。以後移民的移殖活動持續不斷，而逐漸形成一村莊，即黃叔璥《臺海使槎錄》中所云之「外門民居施里莊」。雍正十二年（1734年），改歸臺灣縣羅漢門外門。乾隆二十年（1755年），立石碑禁佔，曾記載蕃薯寮庄，可見在乾隆初年便已正式稱呼蕃薯藔庄。
日治時代明治34年（1901年）設蕃薯藔廳，以蕃薯藔街為廳治，至明治42年（1909年）10月蕃薯藔廳併入阿緱廳。其間當地居民嫌「蕃薯藔」之名不雅，曾陳情要求將蕃薯藔街復名「太平街」，唯未成案。大正9年（1920年）地方制度改正時，終依「旗尾山」之名而改稱為「旗山」至今。
民國三十五年（1946年），由旗山街改為高雄縣旗山鎮。
2010年12月25日，配合高雄縣市合併改制為直轄市，高雄縣旗山鎮改制為高雄市「旗山區」。

## 地理

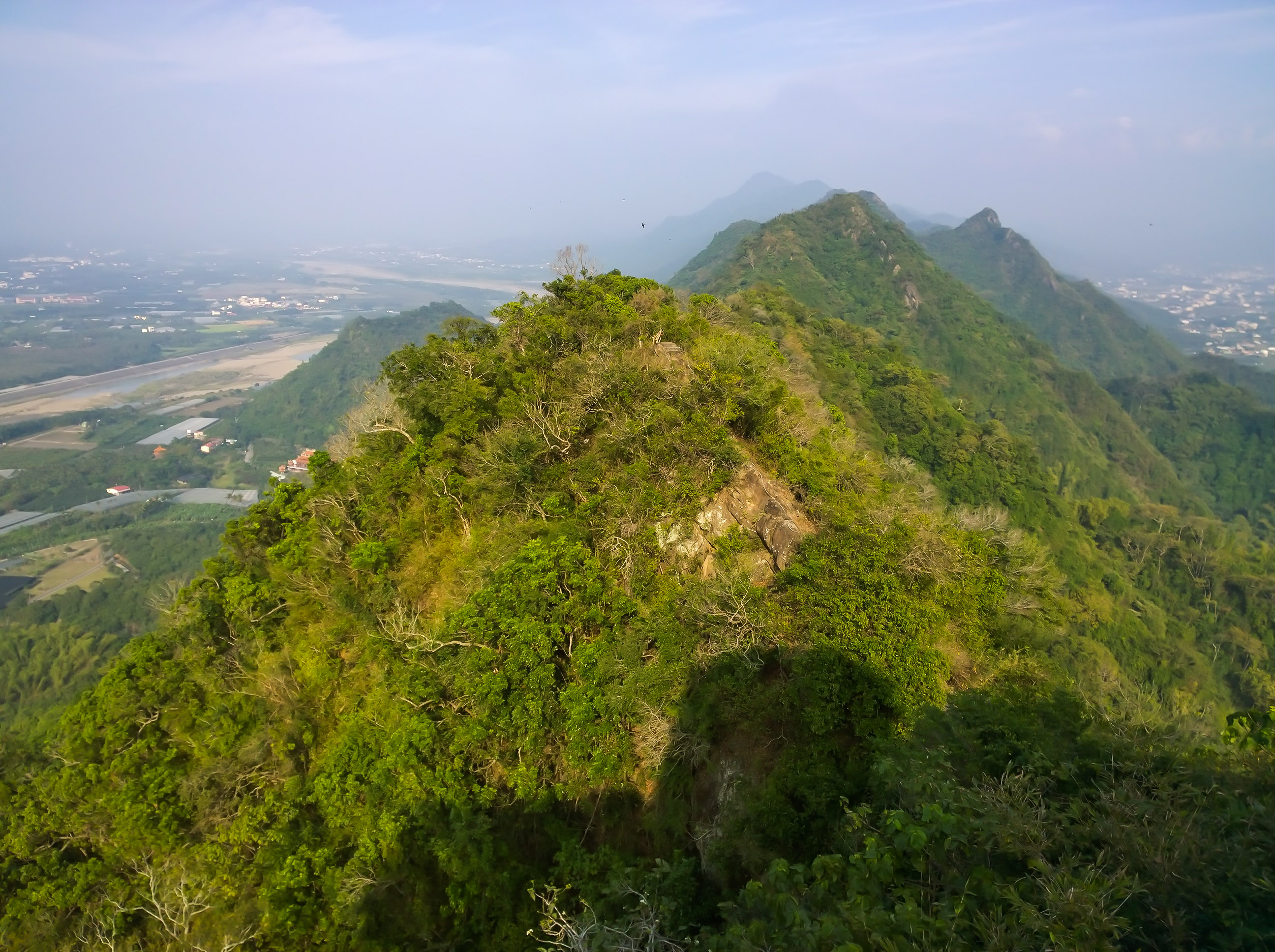
境內旗尾山貌
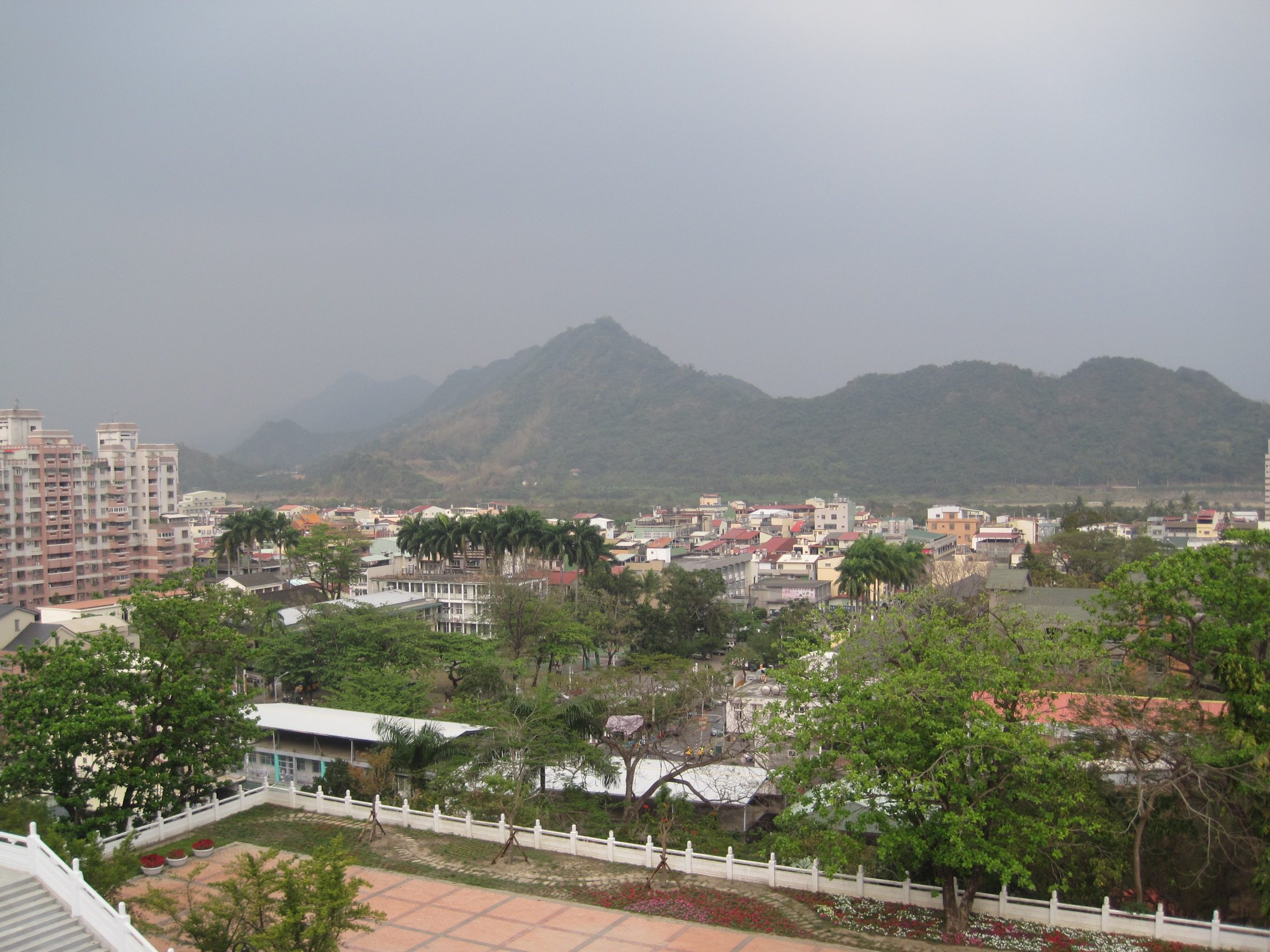
從鼓山公園拍攝的旗山風景

### 地形與水文
旗山地形南北縱走向，北向南呈現山谷南面屏東平原，楠梓仙溪貫穿全境，最後於二重溪段匯流高屏溪。

### 氣候
旗山區位於北回歸線以南，氣候屬熱帶季風氣候。一年有八個月均溫超過攝氏20度，有三個月均溫低於18度:73。根據1956年至1996年的氣候資料顯示，旗山區的年均溫約為21.8度，月均溫最高為7月的26.6度，最低為1月的15.5度:75。年平均降雨量約為2,220.44毫米，8月雨量最多，12月最少:78。

### 人口
根據高雄市政府民政局統計，2024年底旗山區戶數約1.4萬戶，人口約3.4萬人，區內人口最多與最少的里分別是永和里與中寮里，2024年底兩里人口分別為3,749人與178人，其中中寮里也是高雄市人口最少的里。

## 政治

### 歷任首長

#### 鎮長
| 屆次 | 姓名   | 備註 |
| ---- | ------ | ---- |
| 1    | 吳尚卿 |      |
| 2    | 吳尚卿 |      |
| 3    | 吳尚卿 | 連任 |
| 3    | 周芳杞 | 補選 |
| 4    | 郭秋宏 |      |
| 5    | 郭秋宏 | 連任 |
| 6    | 林季容 |      |
| 7    | 吳基正 |      |
| 8    | 吳基正 | 連任 |
| 9    | 嚴德行 |      |
| 10   | 林季容 |      |
| 11   | 陳鋕成 |      |
| 12   | 陳鋕成 | 連任 |
| 13   | 郭錦河 |      |
| 14   | 邱武良 |      |
| 15   | 林義迪 |      |

#### 區長
| 任別 | 姓名   | 任期                          | 備註 |
| ---- | ------ | ----------------------------- | ---- |
| 1    | 林義迪 | 2010年12月25日－2012年7月9日  |      |
| 2    | 黃伯雄 | 2012年7月9日－2016年3月2日    |      |
| 3    | 陳佑瑞 | 2016年3月2日－2019年3月5日    |      |
| 4    | 李惠寧 | 2019年3月5日 -2019年11月14日  |      |
| 5    | 謝健成 | 2019年11月14日-2024年11月18日 |      |
| 6    | 莊家柔 | 2024年11月18日-現任           |      |

### 區政組織
旗山區公所是高雄市政府在旗山區的派出機關，在中華民國政府架構中為市政府綜理區政的執行機關，上級業務監督機關為高雄市政府。区长由市長任命，其任期為無任期保障。在區長及主任秘書之下，設有4課4室等8個內部單位。

### 行政區
現今旗山區行政範圍的確立，來自於1920年，日本將臺灣十二廳改為五州二廳，設旗山街屬高雄州旗山郡:397、399。旗山街轄旗山、北勢、圓潭子、溪洲、磱碡坑、旗尾、手巾寮等7個大字:399。1946年，改為「旗山鎮」，屬高雄縣旗山區。1950年，裁撤區署，旗山鎮改直隸於高雄縣:401。2010年12月25日，高雄縣市合併改制為直轄市，旗山鎮改制為市轄區「旗山區」，隸屬高雄市。
旗山區共轄21個里，其行政區域分布情形為：
| 旗山區行政區劃 |
| 大 林 里 中正里 圓富里 東 平 里 永 和 里 見下圖 三協里 東昌里 廣 福 里 上洲里 鯤洲里 大山里 中洲里 南洲里 新 光 里 南 勝 里 中寮里 |

| 旗山市區行政區劃                     |
| 瑞吉里 竹峰里 湄 洲 里 太平里 大德里 |

## 經濟

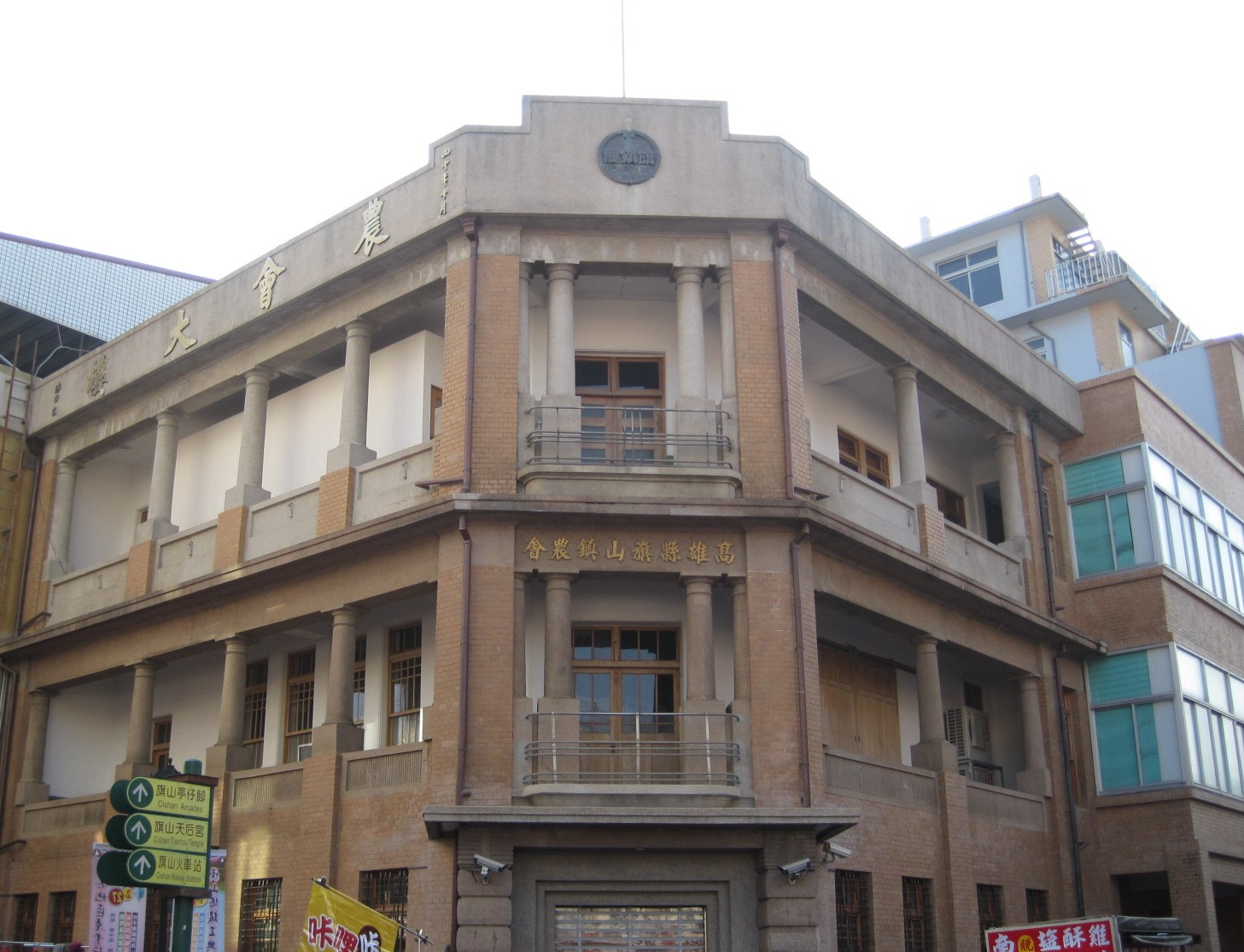
旗山區農會原蕃薯藔信用組合建於昭和五年（1930年）

### 農業
旗山為山地的平原，氣候上應屬於亞熱帶氣候型，因而每到夏季雨量充沛，在農業經營上非常適合耕耘，尤其是在香蕉的栽培上，使得旗山有「香蕉王國」、「香蕉的故鄉」之美譽。根據記載；旗山的種蕉大約起始於1925年左右。當然除了香蕉的曾經風光一時之外，農產仍以稻米及甘蔗為大宗。
從日治時代開始，甘蔗的生產主要是作為製糖原料，直到戰後時代，糖業經濟仍為旗山帶來重大的利益。現在的旗山糖廠，雖已停止運轉，但仍足以代表糖的生產歷史，且向來在旗山地區，被視為生產報國的重要指標，也是一般旗山偏遠外圍地區，人民生活的依靠。就以往以旗山地區而言，從手巾寮以迄鄰近的杉林，都是製糖原料白甘蔗的主要種植範圍，但目前已轉作多樣化農作物，如毛豆、西瓜、玉米等。

### 特產

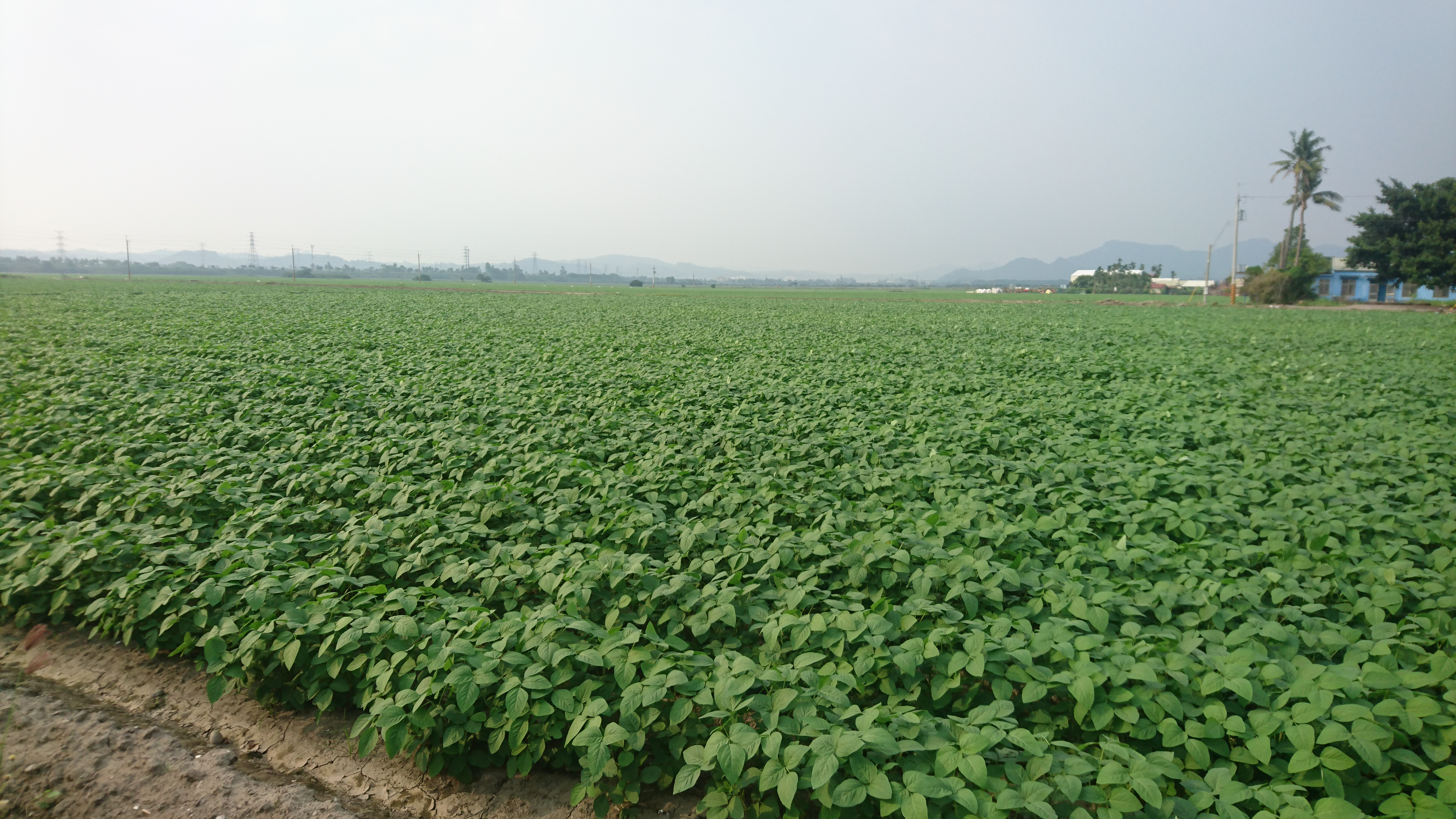
旗山境內產多種農產

旗山區所產的香蕉主要有舊北蕉、黑龍蕉等，芭蕉則相對少量栽種，並以南華蕉為主，毛豆在廣福里等地有大片面積栽種，敏豆在溪洲、廣福等地種植較多，絲瓜主要種植在溪洲里一帶地區，檸檬以圓潭、大林、尾庄等地為主要產區，並佔臺灣約有百分之三的產量，龍眼在中寮、南勝、嶺口等地種植較多，其他包括網室木瓜、南瓜、胡瓜、稻米、豇豆、芭樂、辣椒、小番茄等則屬零星栽種。

## 文化

### 宗教信仰

#### 道教和臺灣民間信仰
- 旗山天后宮 - 天上聖母（直轄市定古蹟）
- 旗山代天府 - 五府千歲
- 旗山雙龍寺 - 董公真仙
- 旗山福德祠 - 福德正神
- 旗山三農宮 - 神農大帝
- 旗山孔廟 - 至聖先師
- 旗山興南宮 - 文財神
- 溪州鯤洲宮 - 李府千歲
- 溪洲朝天宮 - 天上聖母
- 旗尾五龍山鳳山寺 - 觀世音菩薩
- 旗邑如意開基五龍殿 - 五福大帝
- 旗山五帝廟-五福大帝
- 旗山三龍寺 - 三官大帝
- 溪洲天木宮 - 杜府千歲
- 旗山竹峰寺 - 觀世音菩薩

#### 佛教
- 旗山太平寺
- 佛光山旗山禪淨中心

#### 基督宗教
| 宗派                             | 教會（禮拜堂 / 聖堂）           |
| -------------------------------- | ------------------------------- |
| 天主教                           | 聖若瑟堂                        |
| 歸正宗長老會（臺灣基督長老教會） | 旗山教會、大洲教會、大林教會    |
| 浸禮宗（浸信會）                 | 旗山浸信會                      |
| 靈糧堂                           | 旗山溪水旁教會                  |
| 召會                             | 高雄市召會中正路會所（旗山區）  |
| 其他                             | 旗山JCT教會、基督教台宣旗濃教會 |

### 發射台、轉播站
位在田寮區與旗山區之間的中寮山，因四周無其他高峰阻礙，電視台、電台在中寮山設置了發射台或轉播站。

#### 電視
| 名稱           | 地址                        |
| 中視南部發射台 | 高雄市旗山區中寮二路91號    |
| 華視南部發射站 | 高雄市旗山區中寮二路13之1號 |
| 臺視南部發射台 | 高雄市旗山區中寮二路26號    |
| 民視南部發射台 | 高雄市旗山區中寮二路50號    |
| 公視中寮轉播站 | 高雄市旗山區中寮二路11之2號 |

#### 廣播電台
| 名稱                                         | 地址                        |
| 漢聲廣播電台旗山分台                         | 高雄市旗山區中寮二路13號    |
| 原住民族廣播電台中寮轉播站（華視南部發射站） | 高雄市旗山區中寮二路13之1號 |

## 教育

### 高級中等學校
- 國立旗美高級中學
- 國立旗山高級農工職業學校

### 國民中學
- 高雄市立旗山國民中學
- 高雄市立大洲國民中學
- 高雄市立圓富國民中學

### 國民小學
- 高雄市旗山區旗山國民小學
- 高雄市旗山區圓潭國民小學
- 高雄市旗山區溪洲國民小學
- 高雄市旗山區鼓山國民小學
- 高雄市旗山區旗尾國民小學
- 高雄市旗山區嶺口國民小學
- 高雄縣旗山鎮廣文國民小學(1919-1999)：高雄縣旗山鎮廣福里廣和路高100鄉道
- 高雄縣旗山鎮中寮國民小學(1953-1989)：高雄縣旗山鎮中寮里中寮二路47-1號高41鄉道
- 高雄縣旗山鎮大林國民小學(1956-2007)：高雄縣旗山鎮大林里文進巷2號
- 高雄縣旗山鎮旗山國民小學旗峰分班(1956-1999)：高雄縣旗山鎮三協里旗亭巷17號

### 社教機構
- 高雄市立圖書館旗山分館

## 醫療
- 衛生福利部旗山醫院
- 旗山重安醫院
- 旗山廣聖醫院[22]
- 旗山溪洲醫院
- 高雄市旗山區衛生所

## 交通

### 客運
- 旗山轉運站（旗山南站）
  - 高雄客運高雄市公車、公路客運
    - 8023：高雄－楠梓－旗山
    - 8026：旗山轉運站－木梓
    - 8035：旗山轉運站－南化
    - 8036：旗山轉運站－金瓜寮

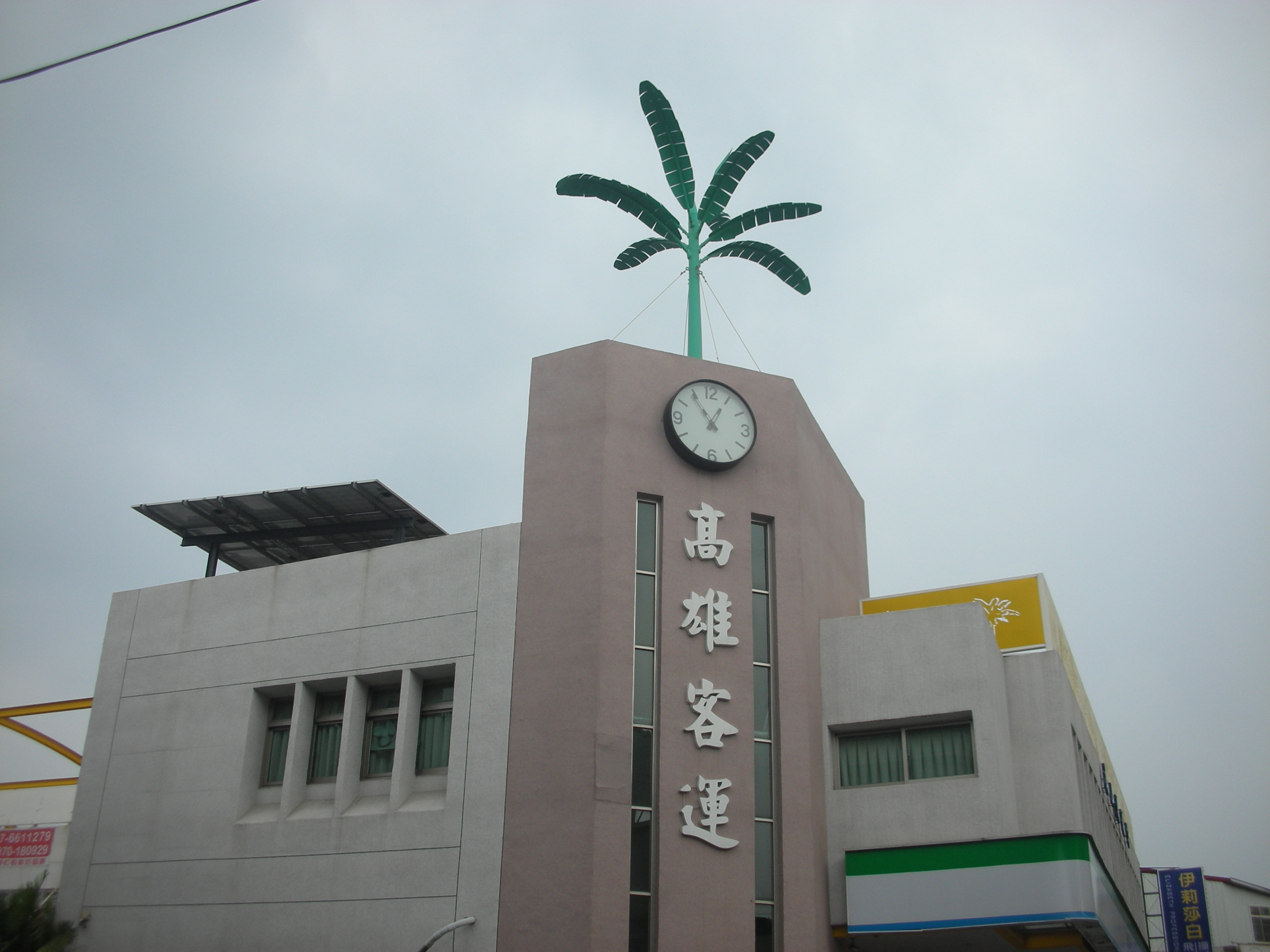
旗山轉運站

    - 8042：實踐大學－旗山－阿蓮－高鐵台南站（例假日延駛奇美博物館、台南航空站）
    - 8050：旗山轉運站－關廟轉運站－台南火車站
    - 高旗六龜快線（E25）：高雄車站－高鐵左營站－美濃－六龜站
    - 高旗美濃快線（E28）：高雄車站－美濃站
    - 高旗甲仙快線（E32）：高雄車站－甲仙站
    - 旗美國道快捷公車：高鐵左營站－旗山－美濃

  - 義大客運高雄市公車
    - 261：義大醫院－旗山轉運站
- 旗山北站
  - 高雄客運高雄市公車、公路客運
    - 8009：旗山北站－長庚醫院－高雄
    - 8010：旗山北站－鳳山－高雄
    - 8012：旗山北站－捷運岡山高醫站
    - 8037：旗山北站－里港

### 公路
- 福爾摩沙高速公路
  - 燕巢系統交流道（383）
- 高雄支線
  - 燕巢系統交流道（19）
  - 嶺口交流道（22）
  - 旗山端（33）

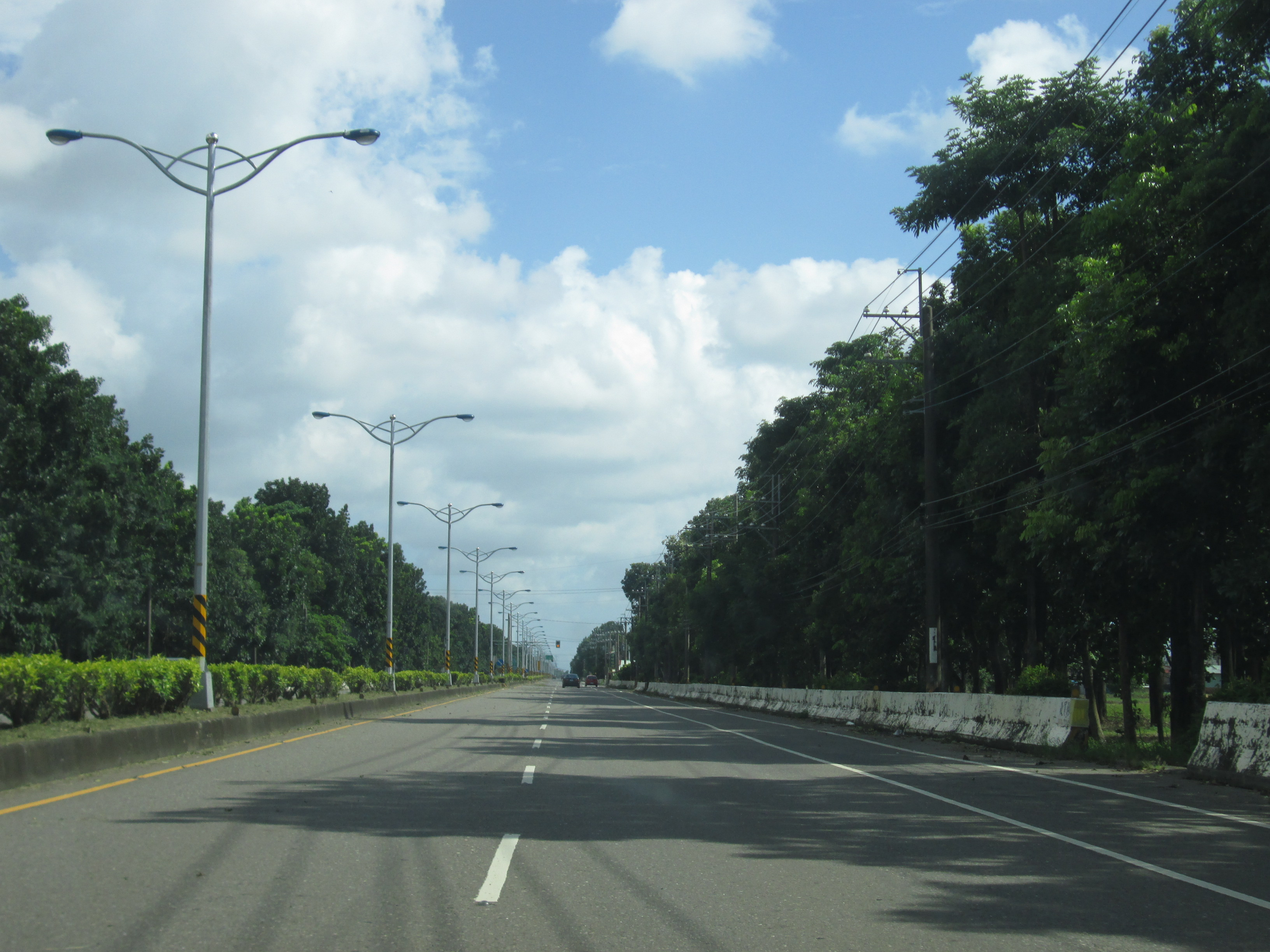
台三線（旗屏二路）一景

- 台3線（內山公路）：旗文路－延平一路－中華路－旗屏路、旗屏二路（包括新旗尾橋、旗南橋）
- 台22線（俗稱旗楠公路）：統嶺路
- 台28線（俗稱旗六公路）：旗亭巷－樂和街－中學路－中華路－延平二路（包括旗山橋）
- 台29線（原台21線，俗稱旗甲公路、旗楠公路）：旗甲路四段～一段－延平一路－中華路－旗南一、二、三路

### 鐵路
- 臺灣糖業鐵路旗尾線（已廢；1910－1979年）
  - 在旗山鎮中心設有旗山車站。其路線北至美濃竹頭角、南至臺鐵九曲堂車站。
- 時一般利用高雄客運「旗美國道快捷公車」至新左營車站轉乘臺鐵與高鐵，車程30－40分鐘。

## 旅遊
- 旗山老街（中山路）
- 旗尾山
- 鼓山公園
- 楠梓仙溪河川保育區
- 旗山武德殿
- 旗山水圳公園（旗山上水道）[23]
- 花旗湖

### 古蹟名勝
- 旗山天后宮
- 旗山福德祠
- 旗山糖廠
- 旗山車站（旗尾線舊火車站）
- 旗山碾米廠
- 青果合作社旗一辦事處[24]
- 旗山生活文化園區（原蕃薯藔尋常高等小學校、舊鼓山國小）[25]
- 旗山國小（原蕃薯藔公學校）
- 旗山數位故事沙龍（原旗山國小日式宿舍）
- 旗山老街（中山路）
- 石拱圈亭仔腳
- 稛源商店[26]
- 劉耀堂私立劉醫院[27]
- 旗山製冰廠
- 洪家繡樓（振發旅社）[28]
- 旗山信用購買利用組合
- 旗山聖若瑟天主堂
- 旗山上水道[23]
- 旗山鵝卵石護岸
- 表彰紀念碑
- 鼓山公園
- 旗山神社遺址
- 旗山三十三士之墓[29]
- 旗山太平寺
- 旗山鳳山寺
- 旗山火葬場（日民堂）[30]
- 大洲戲院（大和座）[31]
- 三桃山森林遊樂園
- 圓潭子橋遺跡
- 原旗山實踐農民學校校長宿舍（旗山農工校史館）

### 景色

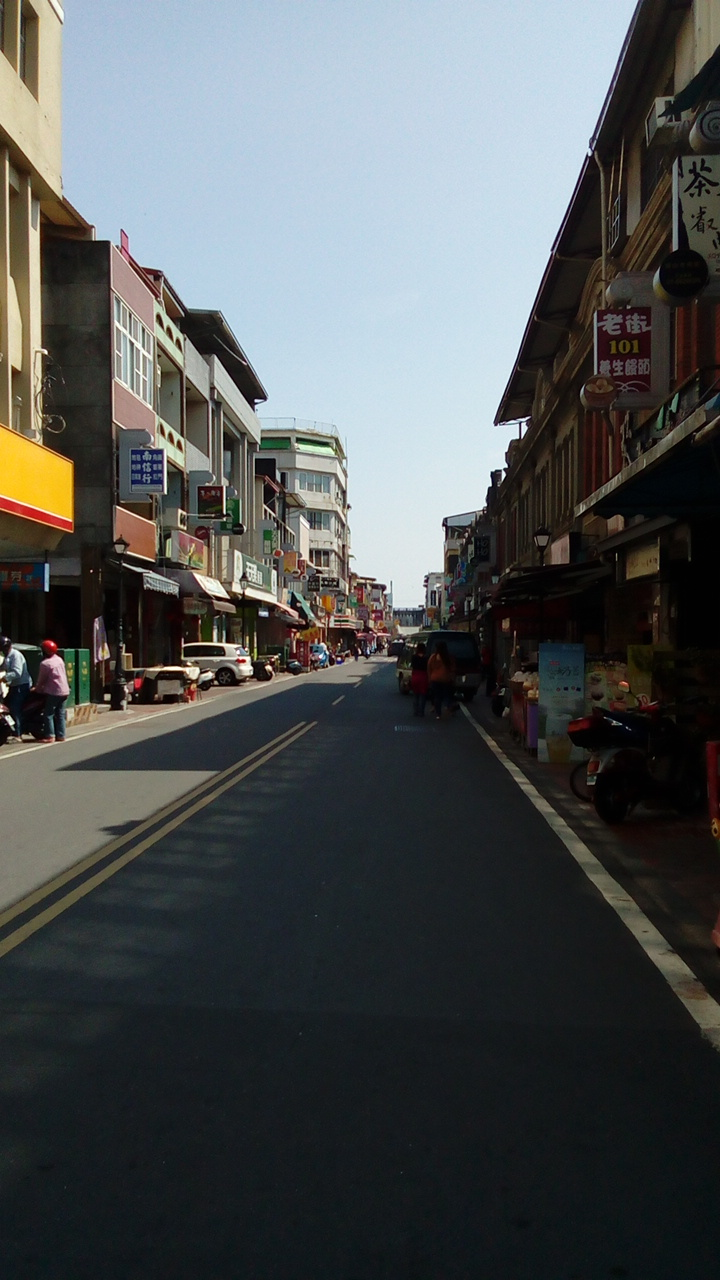
旗山區中山路(旗山老街)
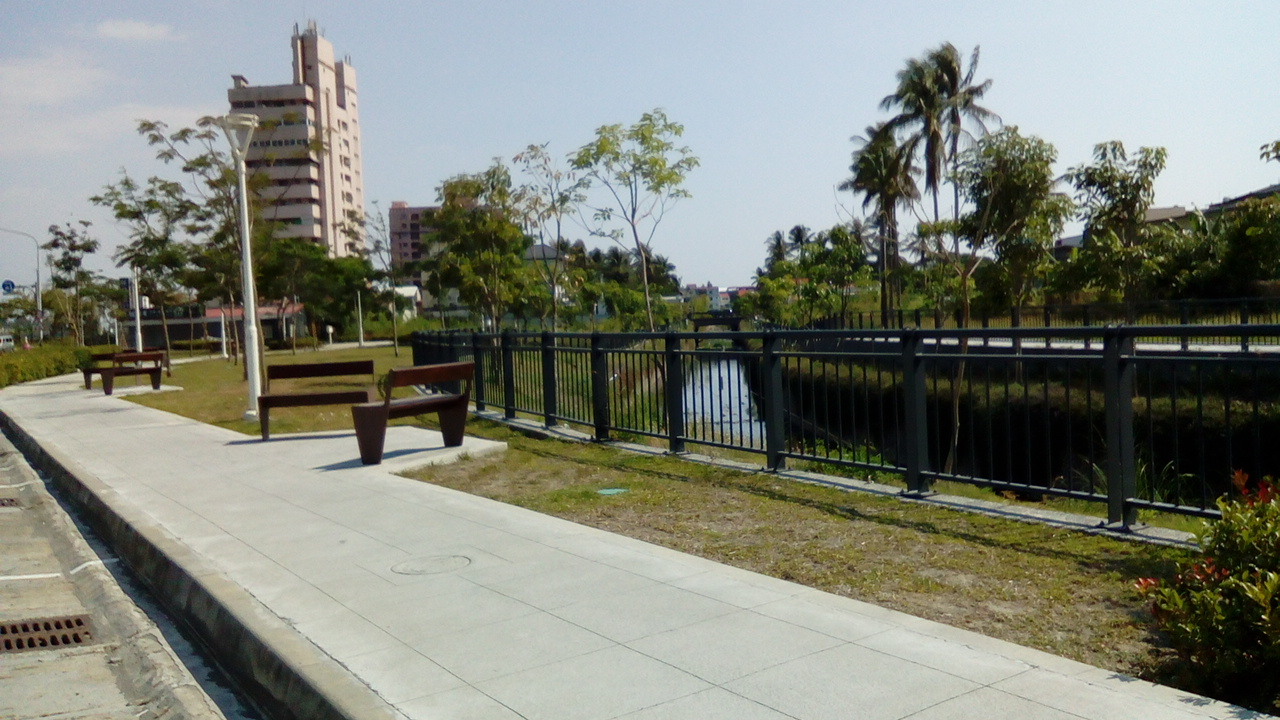
旗山水圳公園
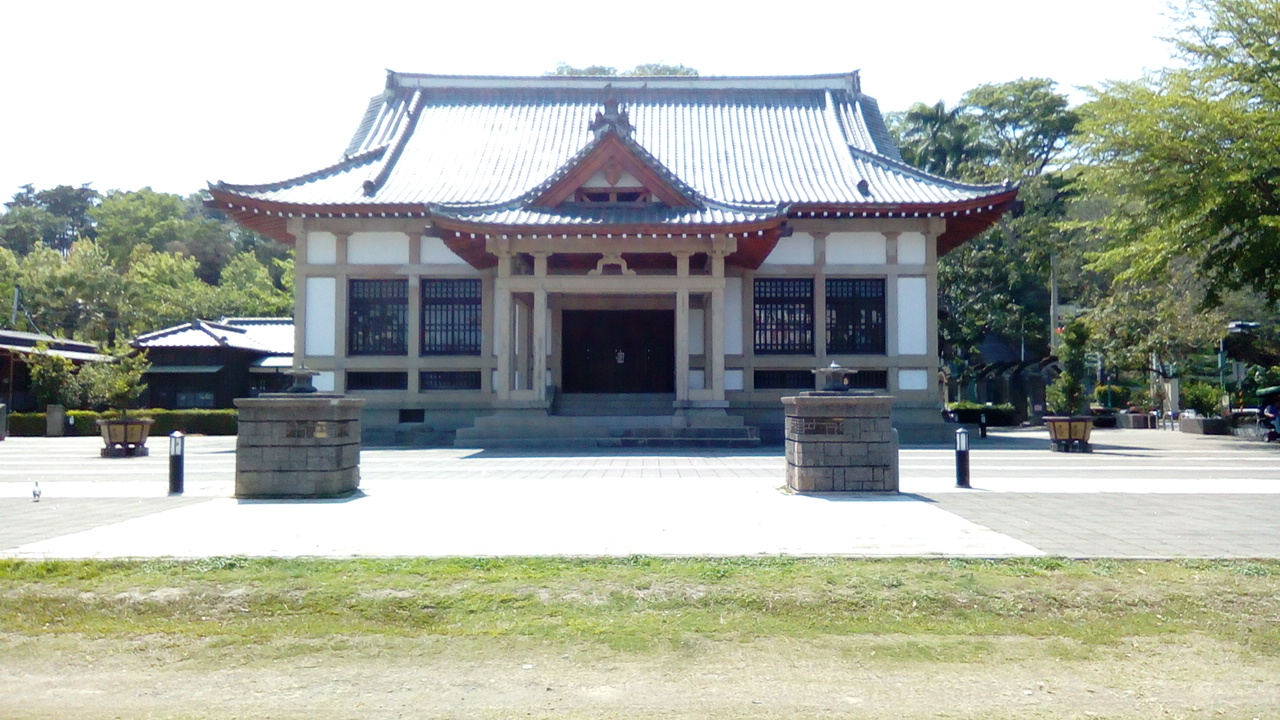
旗山武德殿
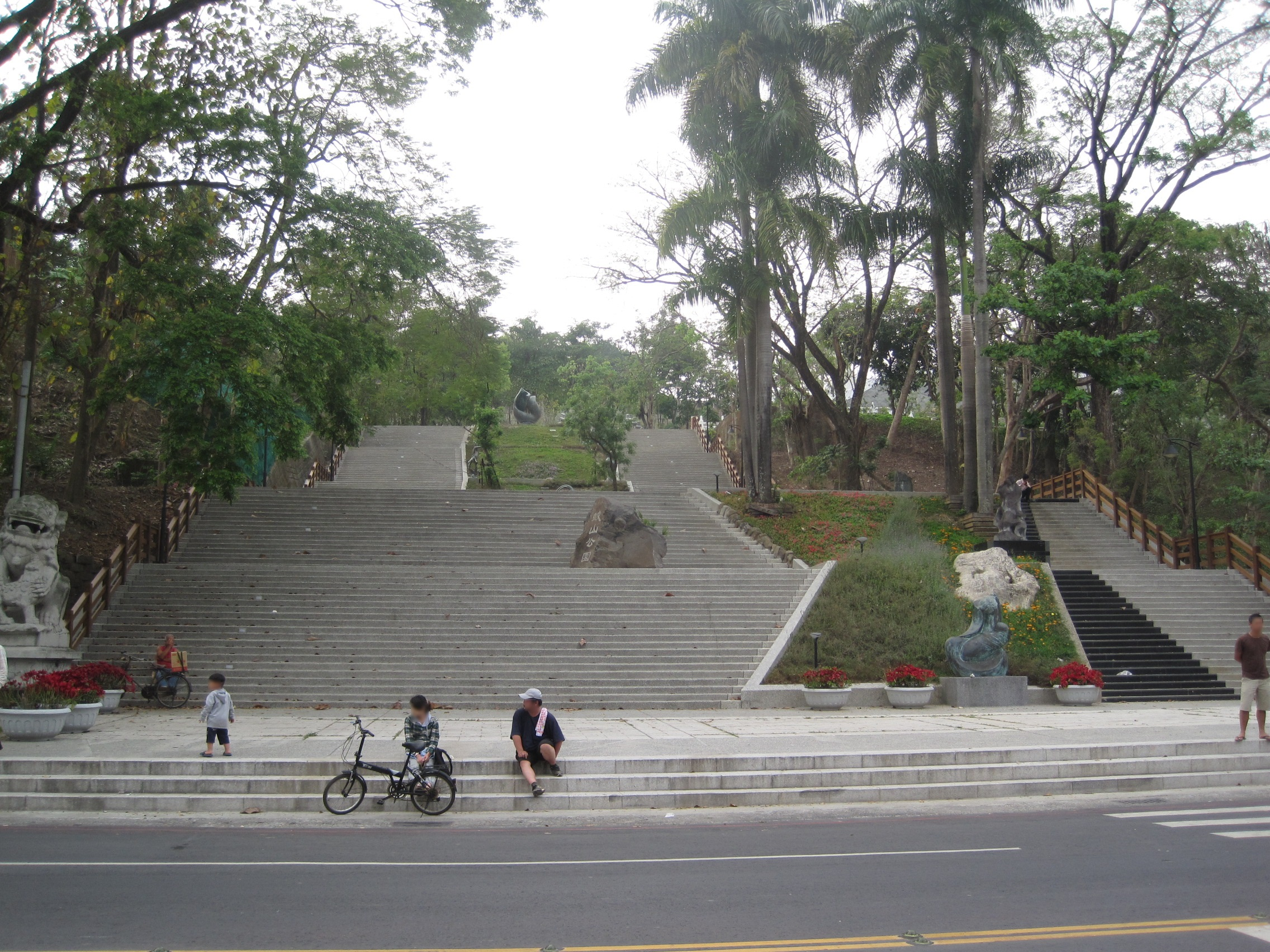
旗山鼓山公園
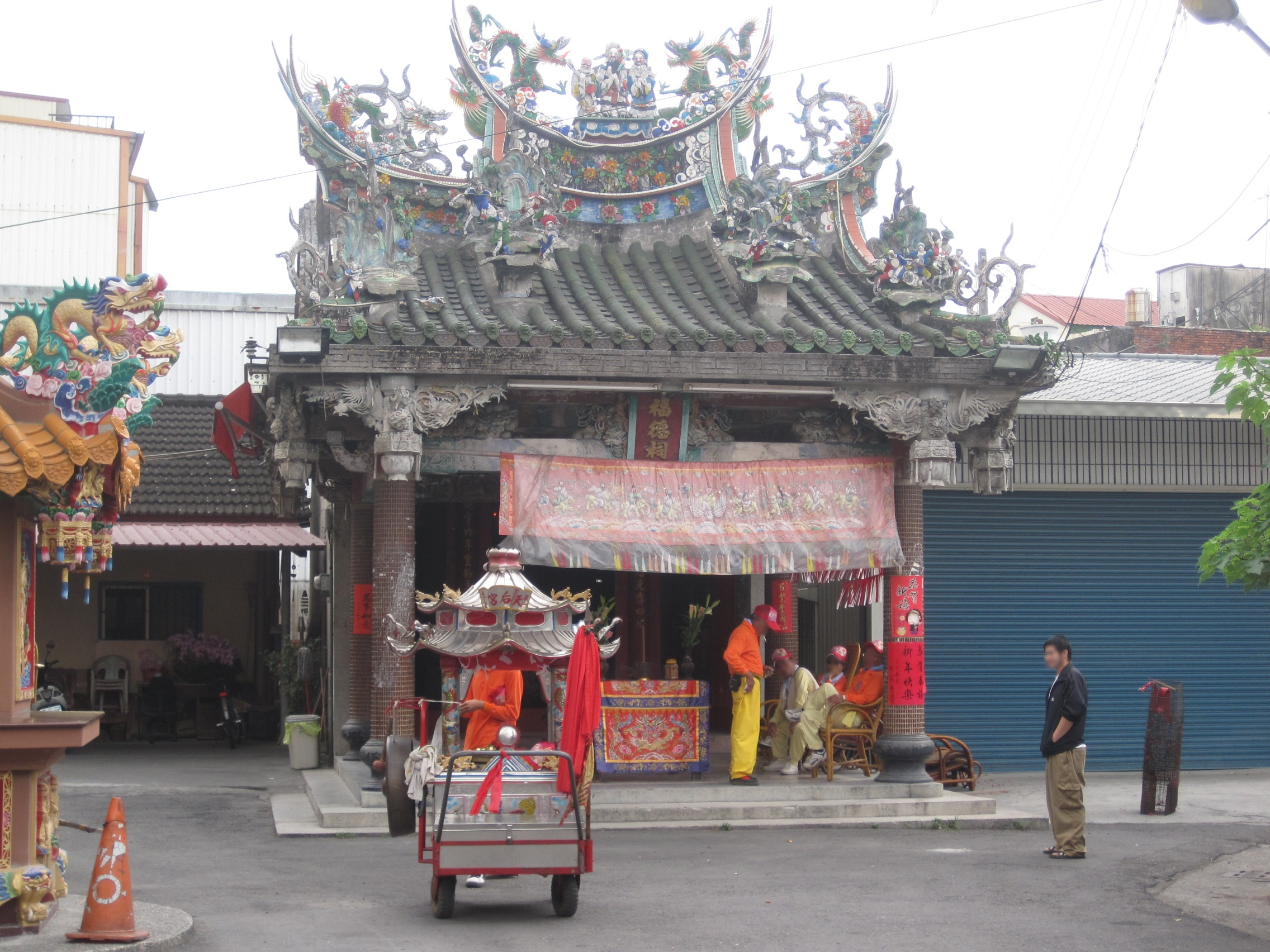
旗山福德祠
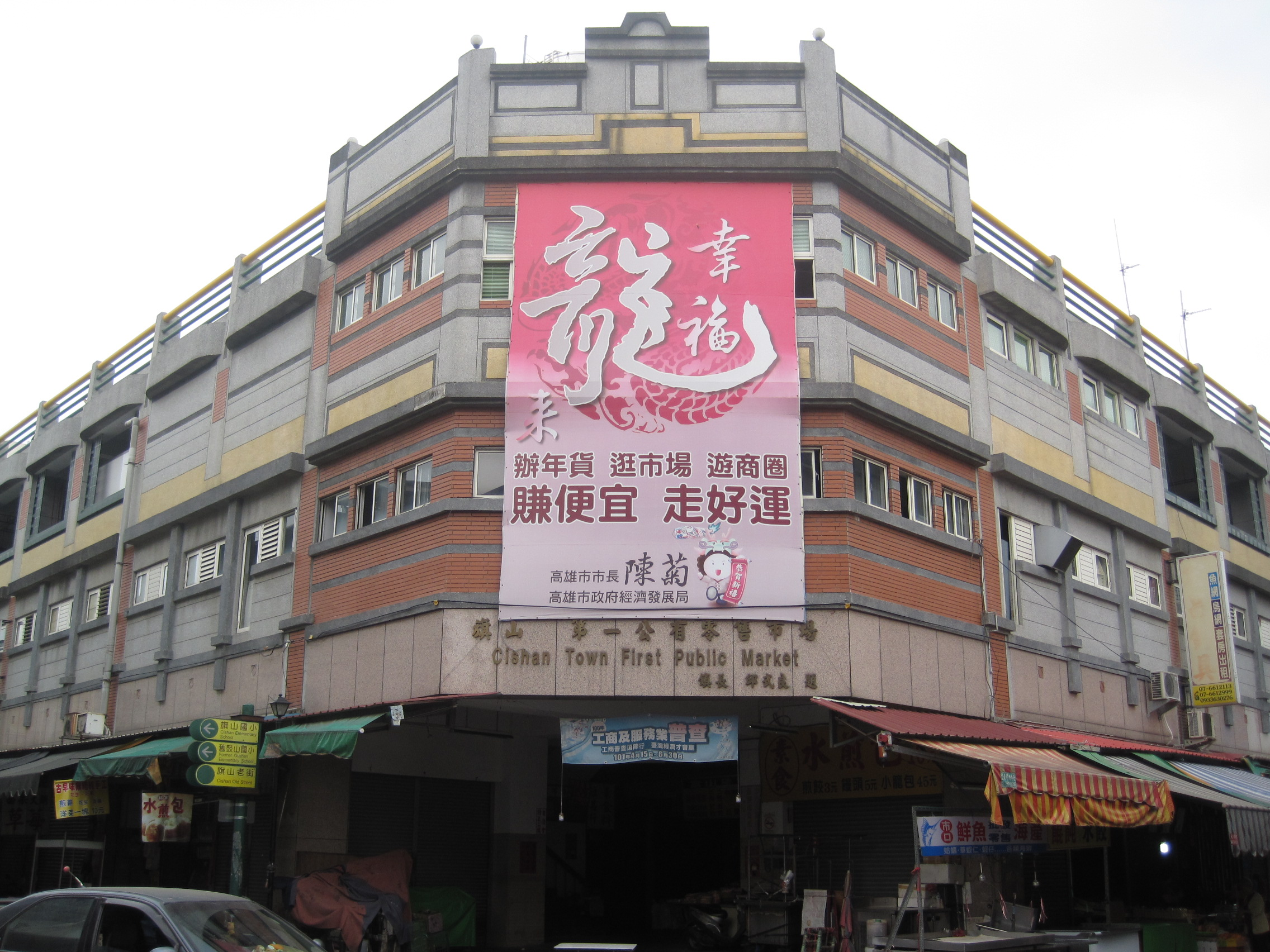
旗山第一公有零售市場，該地在日本時代即為市場用地
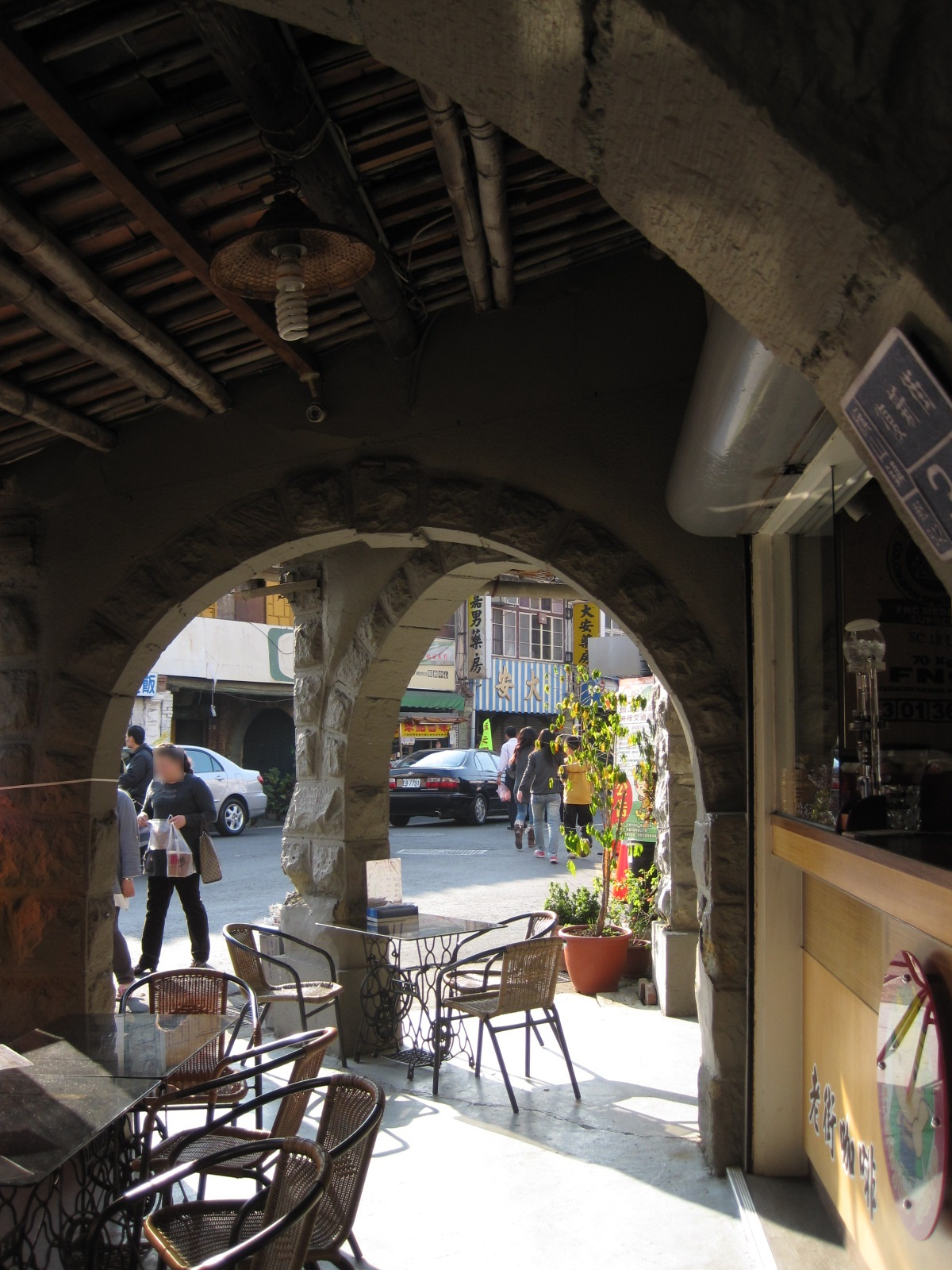
旗山亭仔腳石拱圈
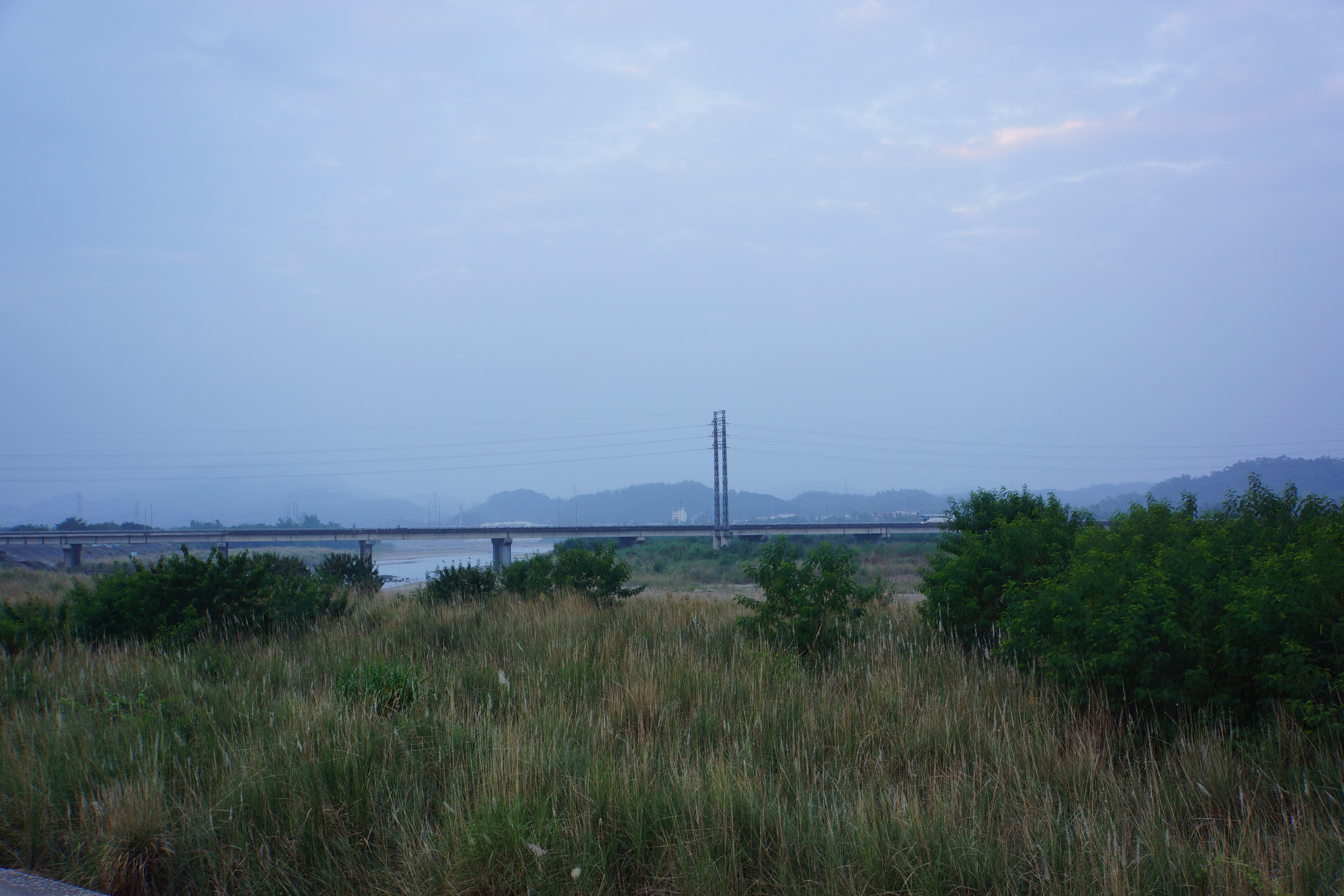
旗山橋
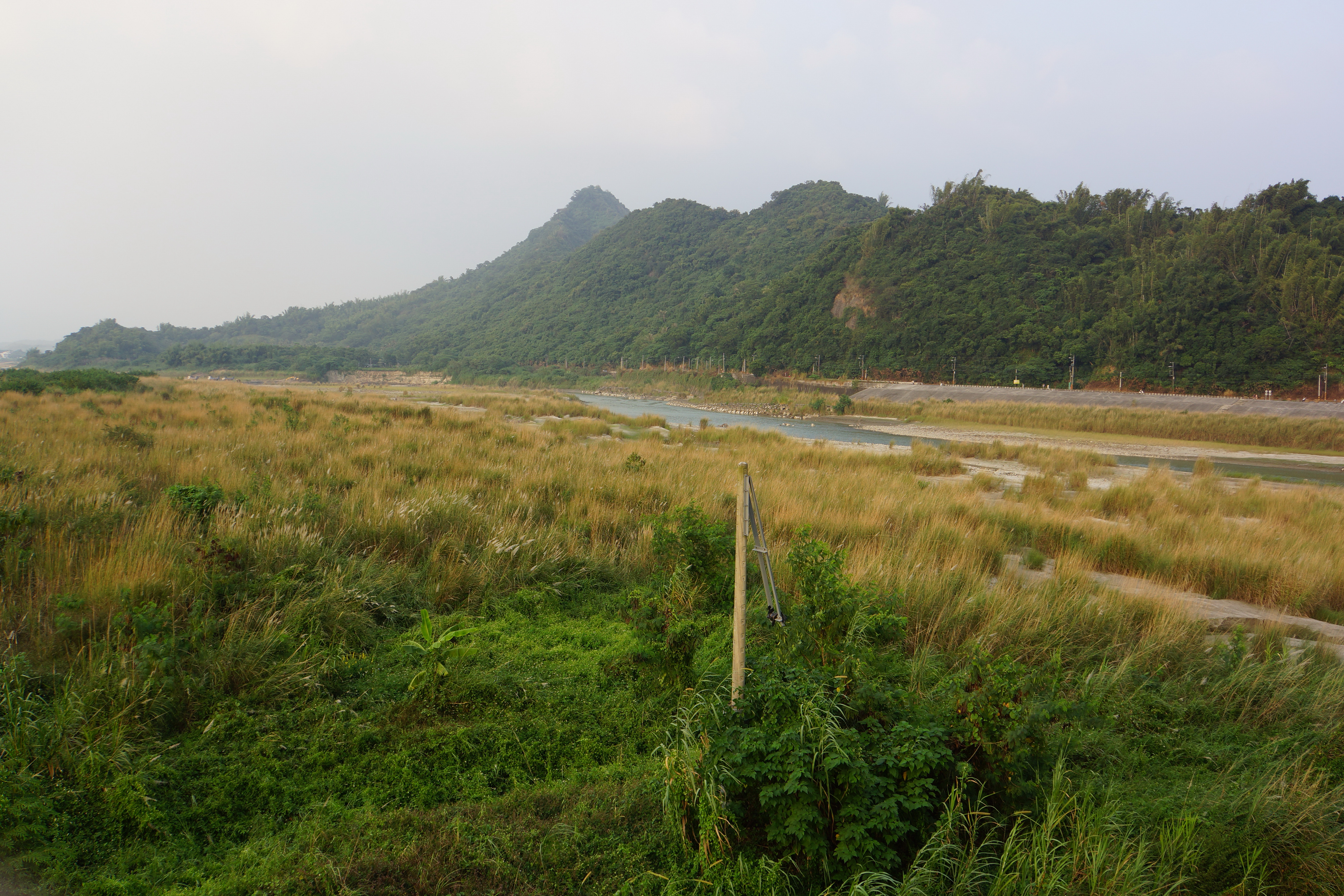
旗尾山脈
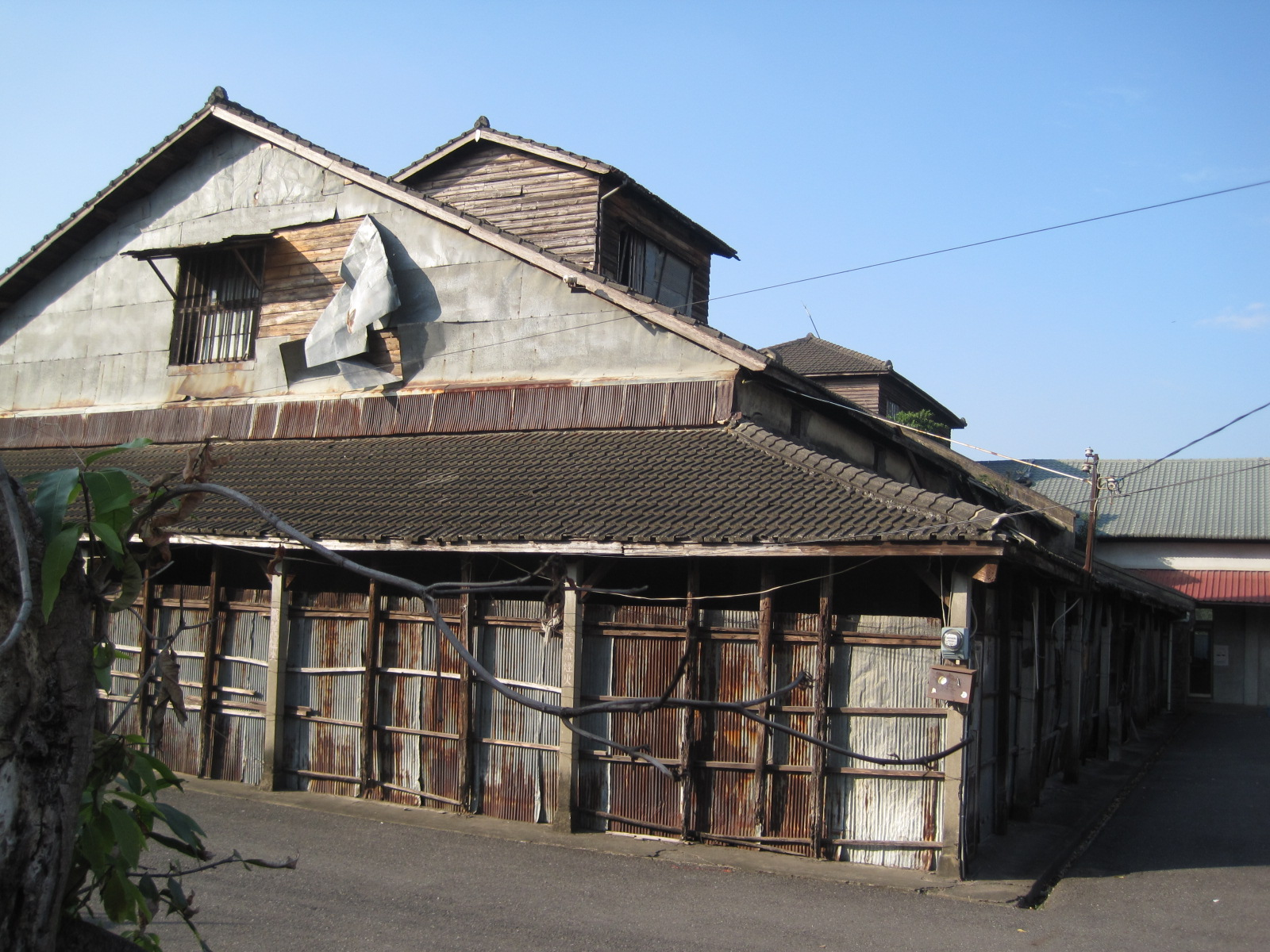
旗山碾米廠
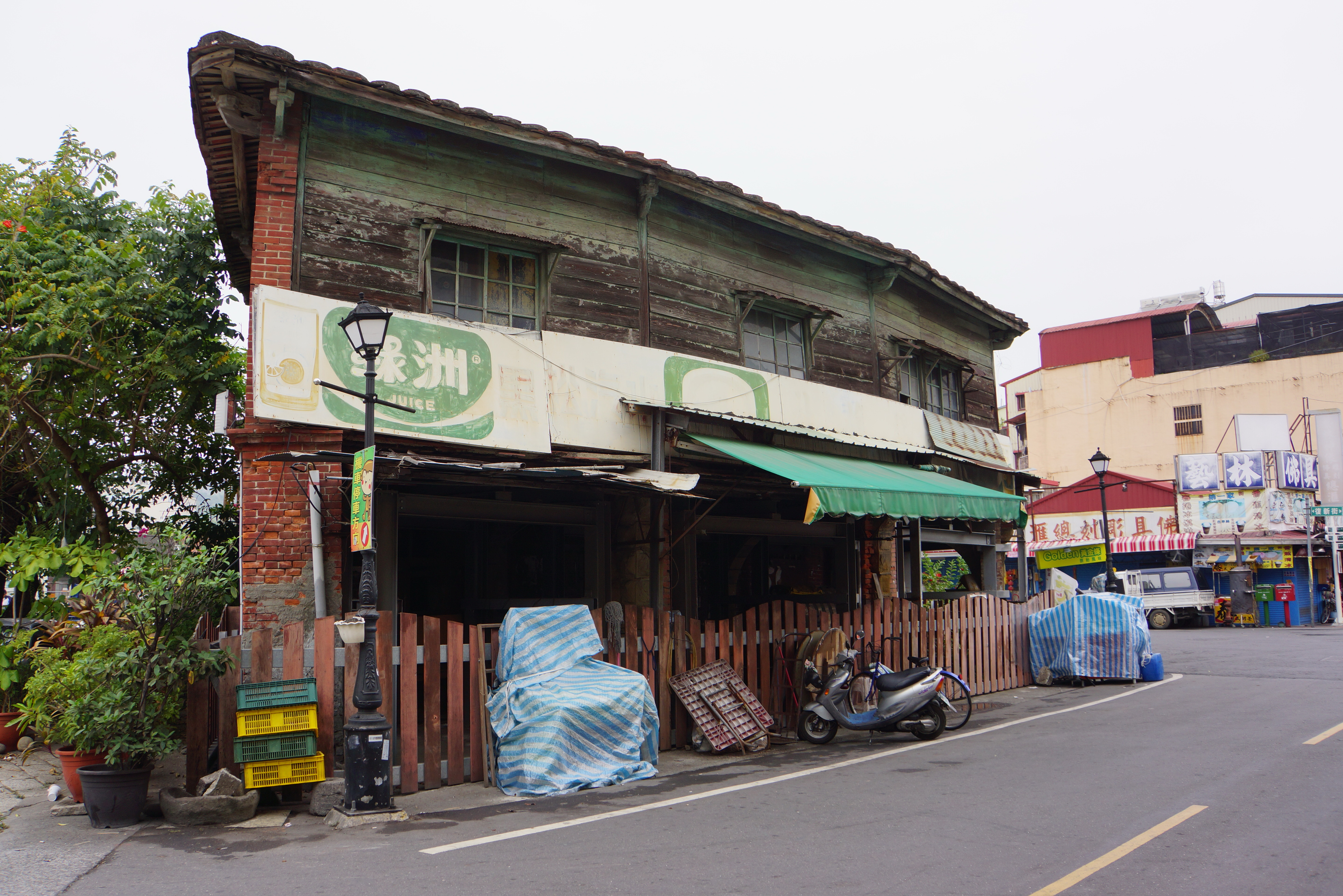
旗山舊式老屋
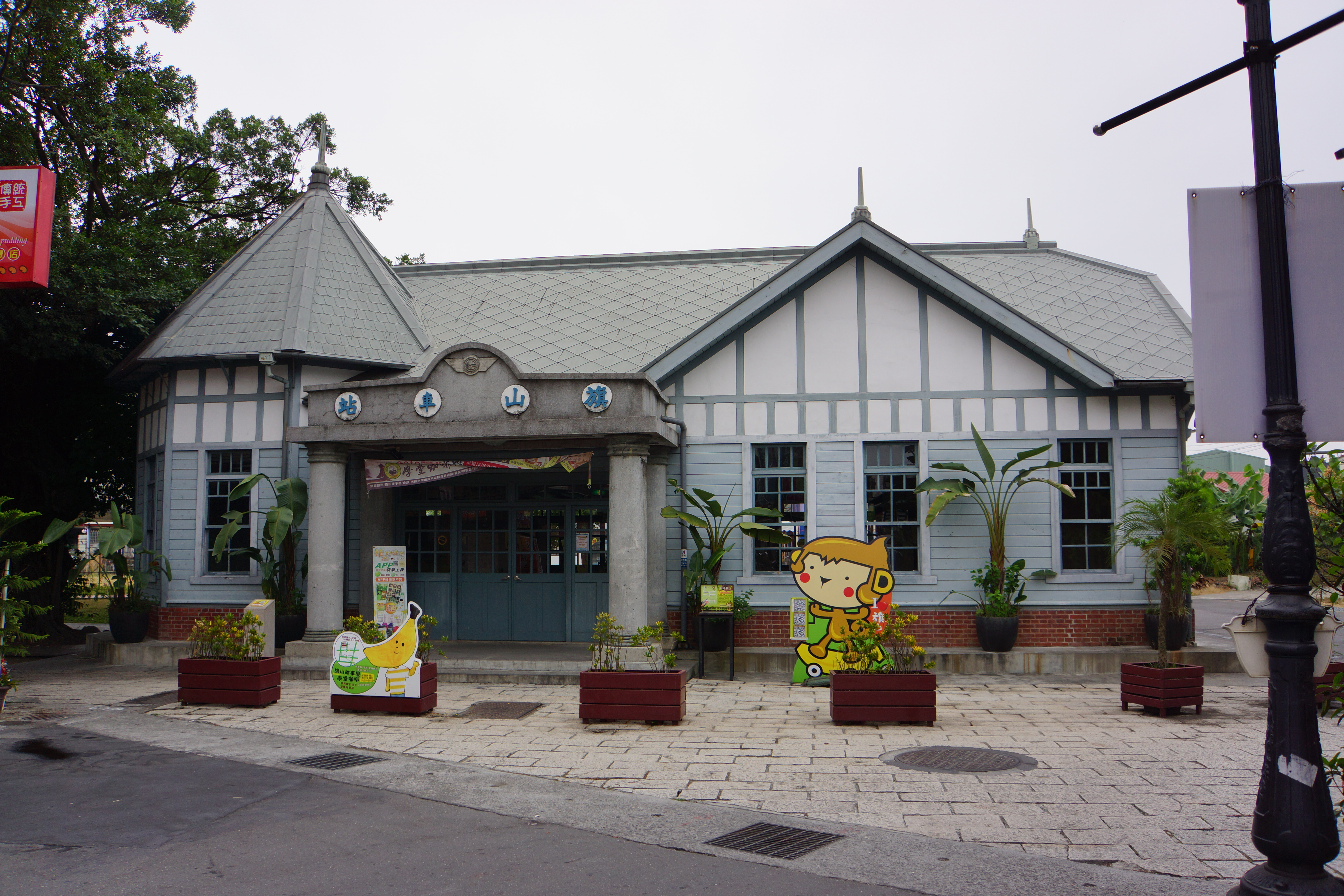
旗山車站
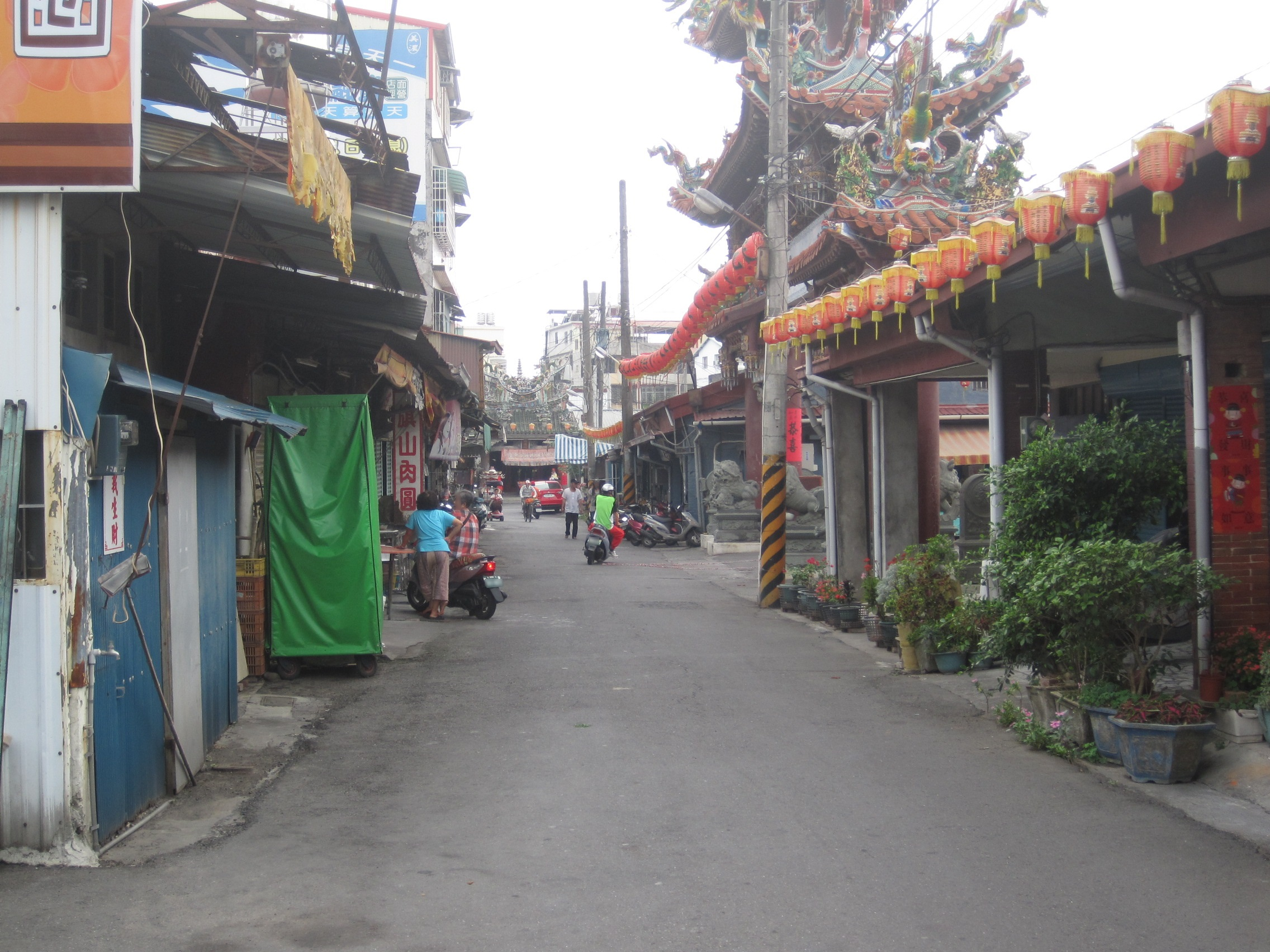
旗山市場巷，為清朝蕃薯藔街的一部分
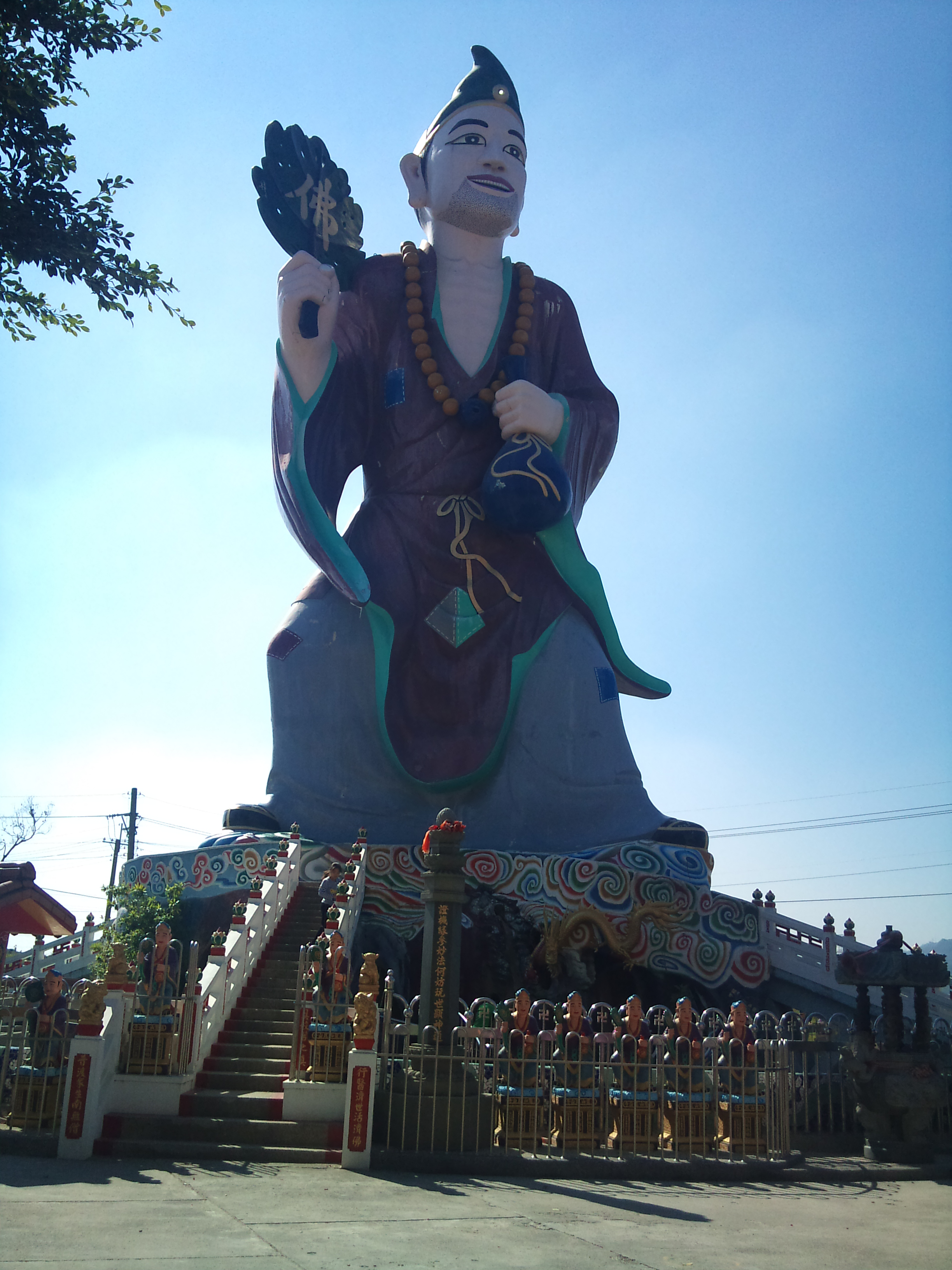
禪師大佛聖像

### 古厝
- 吳家五連棟（中山路）
- 莊厝（莊塗宅）
- 吳厝（吳基福宅）
- 洪厝（洪見萬宅，已拆除）[32]
- 溪洲柯厝
- 溪洲陳家三落百二門[23]
- 溪洲李厝
- 圓潭陳家天德門

## 外部連結
- 旗山區公所 （页面存档备份，存于）
- 尊懷文教基金會 （页面存档备份，存于）